# Washingtoni Egyetem Társadalmi Munka Intézete

A Washingtoni Egyetem Társadalmi Munka Intézete az intézmény seattle-i campusán működik. Az 1958-ban alapított iskola dékánja Edwina S. Uehara.
Az intézet a U.S. News & World Report 2019-es országos rangsorában négy másik intézménnyel holtversenyben a harmadik helyen állt.
2006-ban stratégiai megállapodást kötöttek a kambodzsai Phnompeni Királyi Egyetemmel.

## Története
A Szociológia Tanszék 1918-től a Vöröskereszt finanszírozásával az első világháborúból visszatért katonák családjait segítő személyeket képzett; ez volt. az állam első társadalmimunkás-képzése.
1934-ben (a nagy gazdasági világválság csúcsán) a Washingtoni Vészhelyzet-könnyítő Egyesület támogatásával mesterképzés indult, amely 1934-től az Arlien Johnson által vezetett tanszékhez tartozott. A képzést később a Társadalmimunka-oktatási Tanács is akkreditálta. 1939-ben az iskola igazgatója Ernest Witte lett, aki bővítette a kínált képzések listáját.
Az intézet 1958-tól önálló szervezeti egység, 1959-től pedig alapfokú képzéseket is indít (ezeket az oktatási tanács 1975-ben akkreditálta). 1975-től doktori képzéseket, az 1980-as évektől pedig esti munkarendű mesterképzéseket is indítanak.

## Fordítás
- Ez a szócikk részben vagy egészben a  University of Washington School of Social Work című  Wikipédia-szócikk ezen változatának fordításán alapul.  Az eredeti cikk szerkesztőit annak laptörténete sorolja fel. Ez a jelzés csupán a megfogalmazás eredetét és a szerzői jogokat jelzi, nem szolgál a cikkben szereplő információk forrásmegjelöléseként.